# Dombarovski (base aérea)
Dombarovski (também conhecida como Dombarovskiy e Tagilom) é uma base aérea militar localizada 6 km a Noroeste da vila de Dombarovski, próxima à cidade de Yasny na unidade federativa Oblast de Oremburgo, Rússia. Operada inicialmente pela Força Aérea Soviética e mais tarde pela Força Aérea Russa, ela hospeda esquadrões de caças interceptadores e uma base de ICBMs (que foi adaptada para lançamento comercial de satélites).
O primeiro comandante da base foi o Major-general Dmitry Chaplygin. Em 22 de Dezembro de 2004, a Força Estratégica de Mísseis efetuou um lançamento de teste do míssil R-36M2 em direção à Península de Kamchatka.